# Epalpus semiater
Epalpus semiater là một loài ruồi trong họ Tachinidae.